# Eglinton Theatre
L'Eglinton Theatre ou Eglinton Grand est un théâtre historique situé sur Eglinton Avenue (en) à Toronto, en Ontario, au Canada.
Ancien cinéma de style art déco, il est désigné lieu historique national du Canada depuis 1993.